# Charles Kay-Shuttleworth, 5. Baron Shuttleworth

Wappen des Charles Kay-Shuttleworth, 5. Baron Shuttleworth

Charles Geoffrey Nicholas Kay-Shuttleworth, 5. Baron Shuttleworth KG KCVO (* 2. August 1948) ist ein britischer Peer und Politiker.

## Leben
Er ist der älteste Sohn von Charles Kay-Shuttleworth, 4. Baron Shuttleworth und Anne Elizabeth Phillips.
Er besuchte das Eton College. Am 5. Oktober 1975 erbte er beim Tod seines Vaters dessen Titel als 5. Baron Shuttleworth, sowie den damit verbundenen Sitz im House of Lords. Er arbeitete im Bereich der Immobilienfinanzierung und wurde 1983 Fellow der Royal Institution of Chartered Surveyors. 1997 wurde er Lord Lieutenant von Lancashire. Durch den House of Lords Act 1999 schied er im November 1999 aus dem Parlament aus.
1996 wurde er als Knight of Justice des Order of Saint John ausgezeichnet. 2011 wurde er zum Knight Commander des Royal Victorian Order geschlagen und 2016 als Knight Companion in den Hosenbandorden aufgenommen.

## Ehe und Nachkommen
Am 25. Oktober 1975 heiratete er Ann Mary Whatman. Mit ihr hat er drei Söhne:
- Hon. Thomas Edward Kay-Shuttleworth (* 1976)
- Hon. David Charles Kay-Shuttleworth (* 1978)
- Hon. William James Kay-Shuttleworth (* 1979)